# Projector de perfils

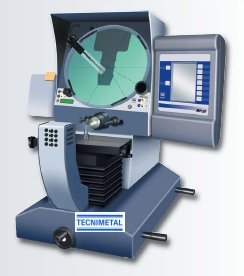
Projector de perfils.

El projector de perfils és un instrument de mesura que permet fer mesures quan no és possible utilitzar instruments convencionals, normalment per la diminuta mida de les peces. Mitjançant el projector de perfils s'obté una imatge que amplia en 50, 100 o 200 vegades la mida original. És format essencialment per una pantalla principal amb quadrants (la seva perifèria està dividida en grades, proveïdes també d'un goniòmetre); lents d'augment; i una taula transversal amb un micròmetre, aparell amb una precisió de l'ordre de 5 micres.